# Xavier Palud
Pour les articles homonymes, voir Palud.
Xavier Palud est un réalisateur et scénariste français né le 21 juin 1970 à Paris.

## Filmographie

### Réalisateur

#### Au cinéma

##### Longs métrages
- 2006 : Ils (scénario et réalisation) coécrit et coréalisé avec David Moreau
- 2008 : The Eye coréalisé avec David Moreau
- 2012 : À l'aveugle

#### À la télévision

##### Séries télévisées
- 2011 : XIII : La Série (saison 1, épisode 4)
- 2015 : Intrusion